# Emerson Ferreira da Rosa
Emerson Ferreira da Rosa (Pelotas, 4 april 1976) is een Braziliaans voormalig voetballer. Hij speelde achtereenvolgens voor Grêmio, Bayer Leverkusen, AS Roma, Juventus, Real Madrid, AC Milan, Santos en sloot zijn carrière af bij Miami Dade.

## Carrière

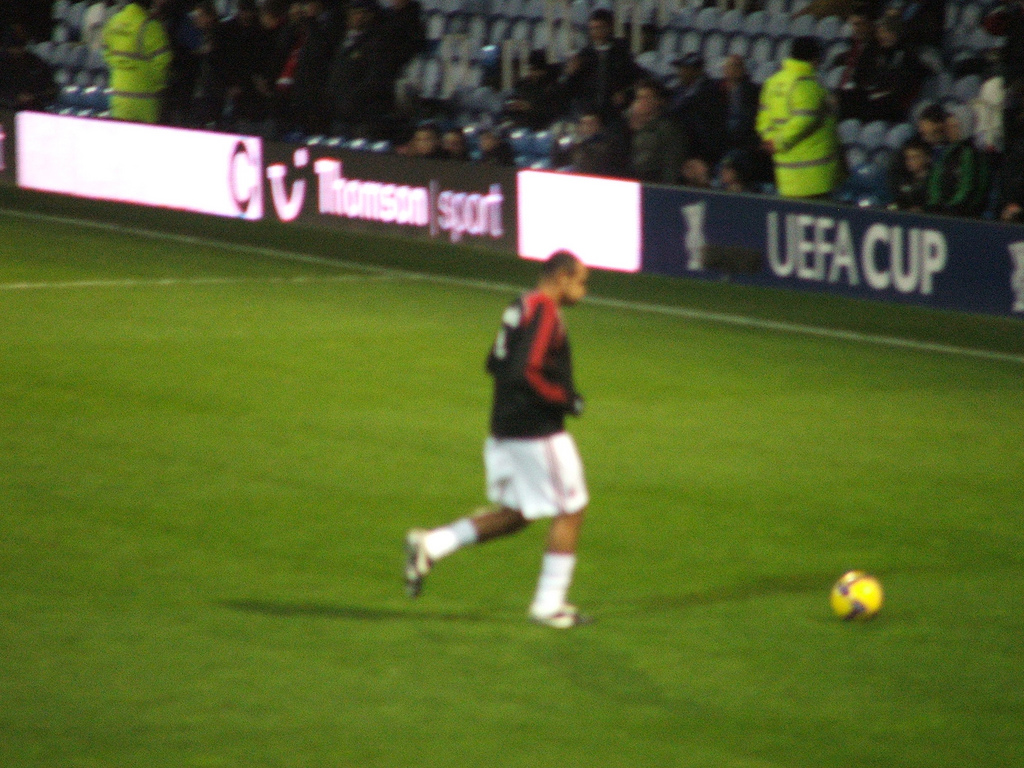

Emerson debuteerde in 1994 voor het Braziliaanse Grêmio. Hij was ongebruikte reserve in de Wereldbeker voetbal 1995 tegen Ajax in Tokio. 
De sterke controlerende middenvelder werd in 1997 aangetrokken door Bayer Leverkusen. Hij was sinds het WK 1998 een van de sleutelfiguren van het Braziliaans elftal. Emerson vertrok in de zomer van 2000 voor 24 miljoen euro naar AS Roma. Hier won hij in zijn eerste seizoen voor het eerst in achttien jaar de landstitel. In 2004 volgde Emerson zijn trainer Capello naar Juventus, waar zij in hun eerste seizoen opnieuw de landstitel wonnen. Twee jaar later volgden hij en Fabio Cannavaro Capello naar Real Madrid, nadat Juventus wegens een omkoopschandaal was teruggezet naar de Serie B. In augustus 2007 vertrok Emerson naar AC Milan, waar op 21 april 2009 zijn contract in onderling overleg werd ontbonden. Op 27 juli werd vervolgens bekend dat Emerson een nieuwe werkgever had gevonden en vertrok naar het Braziliaanse Santos. In oktober 2009 beëindigde Emerson zijn voetbalcarrière wegens slepend blessureleed.

## Miami Dade
Op 3 november 2015 kondigde Emerson aan dat hij zich zou aansluiten bij Miami Dade, uitkomend in de American Premier Soccer League (APSL). Op 7 mei 2017 maakte Emerson zijn debuut voor Miami Dade, samen met voormalig Braziliaans international Gabriel, tijdens een met 3–1 gewonnen wedstrijd tegen Jupiter United. Op 2 juli 2017 won hij ongeslagen het Regular Season Championship.

## Opzienbarend
Emerson miste het WK 2002, dat Brazilië zou winnen. Hij was voor aanvang van het toernooi tot aanvoerder van het elftal benoemd. Een dag voor de eerste wedstrijd tegen Turkije raakte Emerson echter geblesseerd toen hij tijdens een partijtje op de training op doel ging staan en hierbij ongelukkig ten val kwam. Zijn schouder bleek uit de kom te zijn. Een periode van vier weken rust was vereist en het toernooi was voor Emerson al over voordat het begonnen was.

## Loopbaan

#### Statistieken
| Seizoen   | Club              | Land             | Competitie                     | Duels | Goals |
| --------- | ----------------- | ---------------- | ------------------------------ | ----- | ----- |
| 1994–1997 | Grêmio            | Brazilië         | Campeonato Brasileiro          | 115   | 15    |
| 1997–2000 | Bayern Leverkusen | Duitsland        | Bundesliga                     | 82    | 11    |
| 2000–2004 | AS Roma           | Italië           | Serie A                        | 105   | 13    |
| 2004–2006 | Juventus          | Italië           | Serie A                        | 67    | 4     |
| 2006–2007 | Real Madrid       | Spanje           | Primera Divsion                | 28    | 1     |
| 2007–2009 | AC Milan          | Italië           | Serie A                        | 27    | 0     |
| 2009–2010 | Santos            | Brazilië         | Campeonato Brasileiro          | 6     | 0     |
| 2016      | Miami Dade        | Verenigde Staten | American Soccer Premier League | 10    | 4     |

## Erelijst
Grêmio
- Copa do Brasil: 1994, 1997
- CONMEBOL Libertadores: 1995
- CONMEBOL Recopa: 1996
- Campeonato Brasileiro Série A: 1996

 AS Roma
- Serie A: 2000/01
- Supercoppa Italiana: 2001

 Real Madrid
- Primera División: 2006/07

 AC Milan
- UEFA Super Cup: 2007
- FIFA Club World Cup: 2007

 Miami Dade
- American Premier Soccer League (Regular Season): 2016, 2017
- American Premier Soccer League: 2017

 Brazilië
- CONMEBOL Copa América: 1999
- FIFA Confederations Cup: 2005